# Polje (żupania karlowacka)
Polje – wieś w Chorwacji, w żupanii karlowackiej, w mieście Slunj. W 2011 roku liczyła 29 mieszkańców.